# Perthville
Perthville est une ville de l'est de la Nouvelle-Galles du Sud en Australie à environ 200 km à l'ouest de Sydney. La région était occupée par les aborigènes Wiradjuri avant la colonisation européenne. George William Evans fut le premier européen à visiter la région en 1813. La ville fait partie du Conseil de la région de Bathurst, et sa population est de 470 habitants. 
La place de la ville est utilisée pour le tennis et de basket-ball. Il s'y trouve une église anglicane et l'abbaye catholique de Saint Joseph.
Le code postal code est 2795.